# 白鳥の道を越えて
『白鳥の道を越えて』（はくちょうのみちをこえて）は、宝塚歌劇団のミュージカル作品。月組公演。
翻案・演出は阿古健。
併演作品は『ザ・ビッグ・アップル』。

## 解説
※『宝塚歌劇100年史（舞台編）』の宝塚大劇場公演のページを参照
菊田一夫・作の「花と野武士」を原作とし、舞台を中世イタリアに移した作品。
カプリ島を根拠地とするヴァイキングの首領・ロドリーゴには、ロベルトとギスカールという二人の息子がいた。ミラノ公の船を襲撃し捕えた美しく若妻・レジーナの扱いを巡って対立する2人に、父はギスカールを後継者にと宣言する。海賊で知られるヴァイキングの若者が、数奇な星の下に生まれながらも雄々しく生きていく姿を、親子兄弟の相克と愛を絡めて描く。

## 公演期間と公演場所
- 1981年6月26日 - 8月11日[2]（第一回・新人公演：7月10日[4]、第二回・新人公演：7月24日[4]）　宝塚大劇場
- 1981年10月2日 - 10月28日[5][6]（新人公演：10月16日[4]）　東京・新宿コマ劇場
- 1982年5月1日 - 5月5日[7][8]　福岡市民会館
- 1982年5月7日 - 5月15日[7][8]　福山、奈良、一宮、横浜、習志野、関、清水、浜松

## 主な配役（宝塚・東京）
※「（）」の人物は新人公演・配役
宝塚
- ロベルト - 榛名由梨（第一回：剣幸、第二回：旺なつき）[4]
- レジーナ - 五條愛川（第一回：春風ひとみ、第二回：冴月美和）[4]
- ギスカール - 大地真央[2]

東京
- ロベルト - 榛名由梨（剣幸）[4]
- レジーナ - 五條愛川（冴月美和）[4]

## 宝塚大劇場公演のデータ
形式名は「宝塚ロマン」。15場。副題は「菊田一夫作「花と野武士」より」。

### スタッフ（宝塚大劇場）
- 音楽[9]：寺田瀧雄、入江薫
- 音楽指揮：野村陽児[9]
- 振付[9]：喜多弘、岡正躬
- 擬闘：金田治[9]
- 装置[9]：石浜日出雄、関谷敏昭
- 衣装：任田幾英[9]
- 照明：今井直次[10]
- 音響：松永浩志[10]
- 小道具：上田特市[10]
- 効果：中田正廣[10]
- 演出補：村上信夫[10]
- 制作：橋本雅夫[10]
- ヘア・デザイン：和田好弘[10]